# (8901) 1995 UJ4
A (8901) 1995 UJ4 a Naprendszer kisbolygóövében található aszteroida. Kobajasi Takao fedezte fel 1995. október 20-án.